# 本田明彦
本田 明彦（ほんだ あきひこ、1947年9月9日 - ）は、日本のプロボクシングのプロモーター。帝拳プロモーション会長、日本プロボクシング協会会長代行。帝拳プロモーション創設者のひとりで先代（第2代）会長本田明の次男。世界ボクシング殿堂入り。

## 来歴
東京都出身。立教高等学校（現・立教新座高等学校）3年（17歳）だった1965年7月3日、父が死去し後継会長に就任。マネージャー長野ハルの庇護を受けながら、1970年3月に立教大学を卒業。
英語とスペイン語の語学力を活かし、ドン・キング、ボブ・アラムらの大物プロモーターとも直接交渉ができる。1988年と1990年には東京ドームでマイク・タイソンの防衛戦2試合を開催しただけでなく、ともに興行が成功したことで信頼関係を築いた。
1991年から始まったWOWOWのエキサイトマッチ製作にも尽力。日本テレビ・スポーツ報知の後援を得て毎月数回（主に後楽園ホールにて）開催されるダイナミックグローブの窓口プロモーターとして統括。
1990年代半ばには網膜剥離を患った大阪帝拳所属辰吉丈一郎の復帰に尽力し、日本ボクシングコミッションに特例での復帰やルール改正を実現させた。
2008年9月23日、世界ボクシング殿堂・関係者部門への殿堂入りが決定。日本人の同殿堂入りはファイティング原田、ジョー小泉以来3人目である。11月15日にロサンゼルスのマリオットホテルにて殿堂入りのセレモニーが行われたが、本人は欠席した（帝拳ロサンゼルス支部のヘナロ・エルナンデスが代理として出席した）。2009年には国際ボクシング名誉の殿堂博物館にも展示。